# Tấn Xuất công
Tấn Xuất công (chữ Hán: 晋出公, cai trị: 474 TCN – 458 TCN hoặc 452 TCN), tên thật là Cơ Tạc (姓鑿), là vị vua thứ 35 của nước Tấn - chư hầu nhà Chu trong lịch sử Trung Quốc.

## Vua mất ngôi
Tấn Xuất công là con của Tấn Định công – vua thứ 34 nước Tấn. Năm 475 TCN, Tấn Định công mất, Cơ Tạc lên nối ngôi, tức là Tấn Xuất công.
Thực quyền nước Tấn nằm trong tay 4 họ đại phu Trí, Hàn, Triệu, Ngụy, vua Tấn bị bốn họ lấn át. Trong số 4 họ thì họ Trí nắm quyền lớn nhất, có tước Bá, ba họ kia chỉ có tước Tử.
Sau khi họ Phạm và họ Trung Hàng bị diệt (năm 492 TCN thời Tấn Định công), đất đai của hai họ thuộc về vua Tấn.
Năm 458 TCN, Trí Bá (tức Tuân Dao) cùng 3 họ kia tự ý lấy đất cũ của họ Phạm và họ Trung Hàng chia nhau làm ấp phong, không cần lệnh của Tấn Xuất công. Đất đai thuộc quyền Tấn Xuất công cai quản không bằng bốn nhà, vì vậy ông bất bình, sai sứ đi liên lạc với các nước Tề và Lỗ cầu viện để tấn công 4 họ đại phu lộng quyền.
Tuy nhiên, tại các nước Tề và Lỗ lúc đó, quyền hành cũng nằm trong tay các quyền thần nên họ chỉ củng cố quyền lực mà không muốn giúp vua Tấn.
Năm 452 TCN, bốn họ đại phu cùng nhau khởi binh chống lại Tấn Xuất công. Tấn Xuất công không chống nổi, phải bỏ chạy sang nước Tề. Tuy nhiên khi chưa đi tới nơi thì ông mất giữa đường, không rõ năm đó bao nhiêu tuổi.
Trí Bá lập chắt của Tấn Chiêu công là Cơ Kiêu lên ngôi, tức là Tấn Ai công.